# Gymnopleurus bicolor
Gymnopleurus bicolor är en skalbaggsart som beskrevs av Pierre André Latreille 1823. Gymnopleurus bicolor ingår i släktet Gymnopleurus och familjen bladhorningar. Inga underarter finns listade i Catalogue of Life.